# Клини (Херсонський район)
Клини́ — село в Україні, у Виноградівській сільській громаді Херсонського району Херсонської області. Населення становить 534 осіб. З початку широкомасштабного вторгнення Росії в Україну село перебуває під російською військовою окупацією.

## Населення
Згідно з переписом УРСР 1989 року чисельність наявного населення села становила 488 осіб, з яких 229 чоловіків та 259 жінок.
За переписом населення України 2001 року в селі мешкали 534 особи.

### Мовний склад
Рідна мова населення за даними перепису 2001 року:
| Мова       | Чисельність, осіб | Доля     |
| ---------- | ----------------- | -------- |
| Українська | 487               | 91,20 %  |
| Російська  | 38                | 7,12 %   |
| Молдовська | 6                 | 1,12 %   |
| Інше       | 3                 | 0,56 %   |
| Разом      | 534               | 100,00 % |